# Clara Wulffaert
Clara Joanna Wulffaert-Rooman (Gent, 1812 – Namen, 14 april 1867) was een Belgisch kunstschilder. Ze was de echtgenote van historie- en genreschilder Adriaan Wulffaert. Samen met hem woonde ze in Brugge, Antwerpen en Namen.
Net zoals haar echtgenoot schilderde ze onder meer genretaferelen en historische onderwerpen. Een centraal thema in haar oeuvre is de intimiteit van het gezinsleven.
 

Ze stelde onder andere tentoon op het Salon te Gent in 1835 en nam er een prijs in ontvangst voor haar werk De moederlijke les. Ze maakte het werk toen ze pasgetrouwd was, op 23-jarige leeftijd. Het maakt deel uit van de collectie van het Museum voor Schone Kunsten in Gent. In 1839 stelde ze drie van haar andere schilderijen tentoon in Brussel.

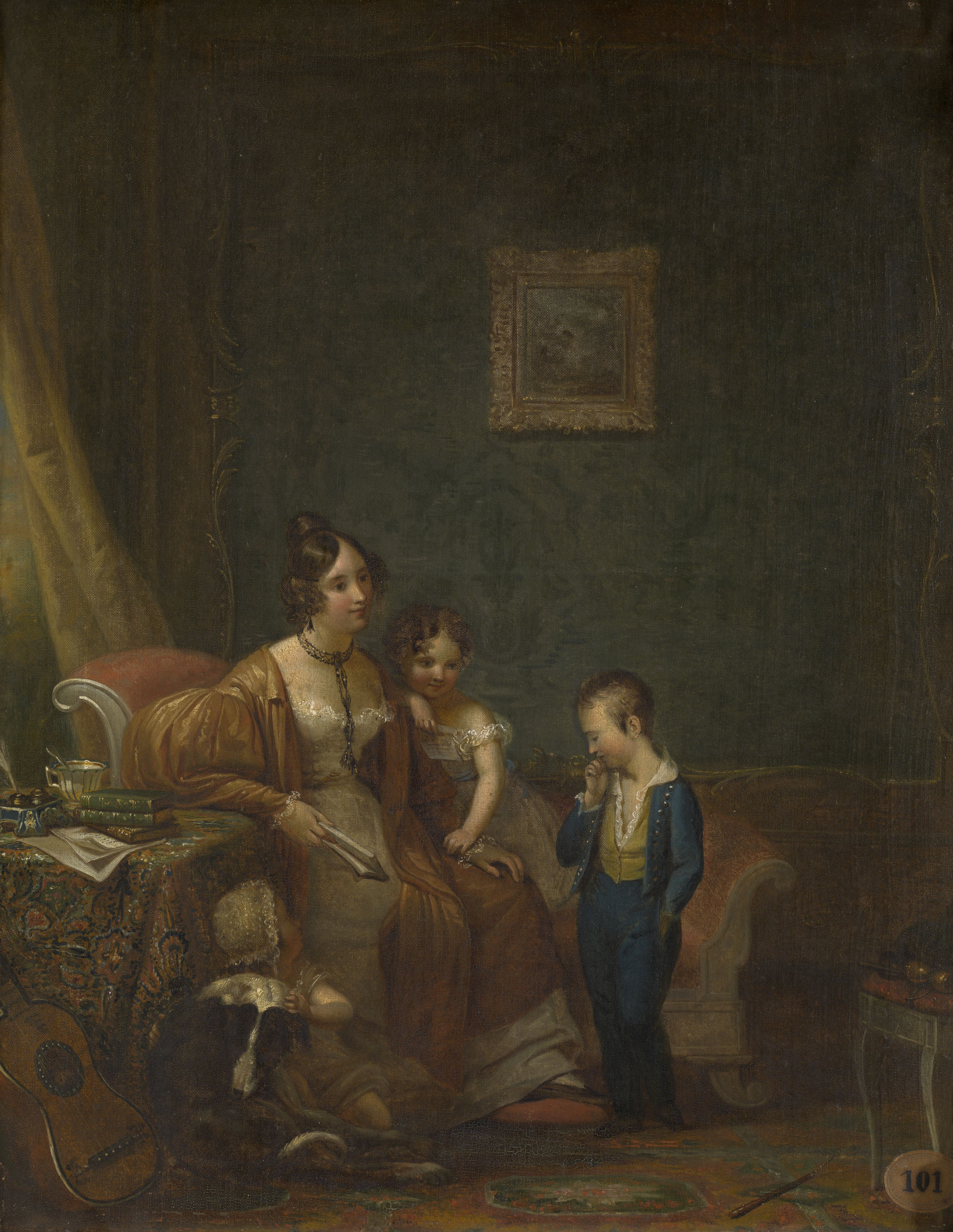
De moederlijke les (Clara Wulffaert, ca. 1835, collectie: Museum voor Schone Kunsten Gent, fotograaf: Hugo Maertens)

## Oeuvre
Het oeuvre van Clara Wulffaert omvat onder andere de volgende werken:
- De moederlijke les (ca. 1835);[3][5][6]
- Jonge moeder met dríe kinderen die beschutting zoeken bij een onweer (ook bekend als Het onweder);[3]
- De Legende;[3]
- Zeemansfamílie.[3]

- RKD-Nederlands Instituut voor Kunstgeschiedenis: 102120
- Union List of Artist Names: 500528203